# ممرض صحة نفسية وعقلية ممارس
ممرض صحة نفسية وعقلية ممارس (بالإنجليزية: Psychiatric-mental health nurse practitioner)‏ هو ممرض ممارس متقدم تم تدريبه لتقديم مجموعة واسعة من خدمات الصحة العقلية للمرضى وأسرهم في مجموعة متنوعة من الخدمات. يقوم ممرضو الصحة النفسية والعقلية بتشخيص وإجراء العلاج ووصف الأدوية للمرضى الذين يعانون من أمراض واضطرابات نفسية أو اضطرابات الدماغ العضوية الطبية أو مشاكل تعاطي والأدمان على المخدرات. إنهم مرخصون لتقديم خدمات الطب النفسي الطارئ والتقييم النفسي والبدني لمرضاهم وخطط العلاج وإدارة رعاية المرضى.
يتم تدريب ممرض الصحة النفسية والعقيلة على الممارسة بشكل مستقل. في 25 ولاية، يقوم الممرضون الممارسون بالفعل بالتشخيص والعلاج دون إشراف من طبيب نفسي. في عام 2008 ، عندما كان بإمكان الممرضات الممارسين التشخيص والعلاج بشكل مستقل في 23 ولاية، وكان بإمكانهم وصف العلاج في 12 ولاية فقط. في ولايات أخرى ، قامت بتقليل الممارسة أو تقييدها؛ مما يتطلب اتفاقية تعاونية مع طبيب خبير، أو نطاق معياري للممارسة موقَّع من قبل طبيب، أو قيود أخرى على الممارسة أو وصف الأدوية. في هذه الحالات، ما زالوا يمارسون بشكل مستقل لتشخيص الاضطرابات وتقديم العلاج ووصف الأدوية.